# Paraschizidium atticum
Paraschizidium atticum là một loài chân đều trong họ Armadillidiidae. Loài này được Sfenthourakis miêu tả khoa học năm 1992.